# 宮城県道203号有壁停車場線
宮城県道203号有壁停車場線（みやぎけんどう203ごう ありかべていしゃじょうせん）は、宮城県栗原市のJR東北本線有壁駅から栗原市金成有壁に至る、かつて存在した宮城県の一般県道である。本稿では廃止時点での路線状況を記述している。

## 概要

### 路線データ
- 実延長：1,365.8 m[1]
- 起点：有壁停車場[2]（有壁駅）
- 終点：宮城県栗原市金成有壁[2]（国道4号交点）

## 歴史
- 1958年（昭和33年）3月31日 - 県道に認定される[3]。
- 2019年（平成31年）3月29日 - 廃止される[2]。当路線の区間は県道187号に組み込まれる[2]。

## 地理

### 通過する自治体
- 栗原市

### 交差する道路
- 岩手県道・宮城県道187号大門有壁線（栗原市金成有壁上原前）
- 国道4号（栗原市金成有壁下大沢田）

### 沿線の施設
- JR東北本線有壁駅
- 有壁郵便局